# Colpoma agathidis
Colpoma agathidis är en svampart som beskrevs av P.R. Johnst. 1991. Colpoma agathidis ingår i släktet Colpoma och familjen Rhytismataceae.   Inga underarter finns listade i Catalogue of Life.